# 리아체 청동상

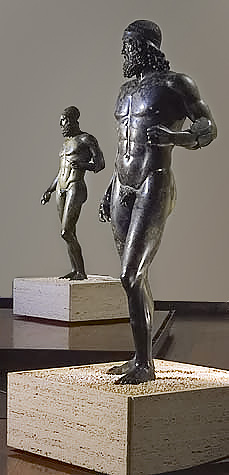
‘전사들’
리아체 청동상

리아체 청동상(이탈리아어: Bronzi di Riace)은 나체의 전사를 조각한 두 점의 유명한 그리스 전신 청동상으로, 약 기원전 460년~430년 사이에 주조된 것이다. 현재 이탈리아 칼라브리아의 마그나 그라이키아 국립 박물관에 전시되어 있다. 두 청동상은 각각 "A"와 "B"로 구분한다.
원래는 방패와 검을 쥐고 있었으며, 지금은 눈동자도 사라졌고 머리숱도 한 움큼 빠졌다. 주로 사용된 것은 청동이지만 이빨은 은이고 눈의 각막은 상아와 대리석, 입술, 젖꼭지, 눈썹은 구리로 되어 있다.

## 발견
리아체 청동상은 1972년 8월 16일, 모나스테라체에서 휴가를 즐기던 이탈리아의 젊은 화학자 스테파노 마리오티니에 의해 발견되었다. 그는 칼라브리아 근처의 리아체 해변에서 다이빙을 즐기고 있었고, 해저에서 사람의 다리로 보이는 물체를 발견한 곳은 해변에서 300미터 떨어진 거리에 수심은 8피트였다.